# Ici Périgord
Ici Périgord, anciennement France Bleu Périgord, est l'une des stations de radio généralistes du réseau Ici de Radio France. Elle dessert les départements de la Dordogne et de Lot-et-Garonne, mais elle peut également être reçue dans une partie du département de la Haute-Vienne.

## Historique
L'antenne périgourdine de Radio France ouvre le 26 octobre 1982 à 5 h 45, sous le nom de Radio Périgord. L'équipe est alors composé comme suit : Guy Breton est directeur de l'antenne, Thierry Bourgeon le rédacteur en chef, Pierre Ranucci le responsable des programmes, et Bernard Lebeau le responsable technique. Elle devient Radio France Périgord en 1985. Sixième station de radio décentralisée de Radio-France lors de sa création, elle ne possède alors qu'un unique émetteur localisé à Bergerac, avant de se voir attribuer une fréquence sur l'émetteur de Limoges-Les Cars en 1984.
Le 4 septembre 2000, les radios locales de Radio France sont réunies dans le réseau France Bleu qui fournit un programme commun national que reprennent les programmes locaux des stations en régions. L'antenne devient alors France Bleu Périgord.
En 2003, la radio est dirigée par Jean Bonnefon.
En août 2016, France Bleu Périgord signe un record historique d'audience. Le sondage MEDIALOCALES septembre 2015 - juin 2016 crédite la radio locale de Radio France de 89 500 auditeurs quotidien. La radio conforte ainsi sa place de première radio en Dordogne et première radio à Périgueux.

## Organisation

### Siège local
Initialement basée au 28 rue Ernest Guillier, la radio a ses locaux situés dans le Centre départemental de la Communication de Périgueux depuis 2004.

### Direction
Directeur : Henri Stassinet
Responsable des programmes : Nathalie Coursac
Rédactrice en chef : Marie-Sylvie Prudhomme
Responsable technique : Lionel Bechadergue

## Programmation
Parmi les décrochages spécifiques à France Bleu Périgord figurent les différentes éditions du journal local, l'émission « On cuisine ensemble » et « Les randonnées du Périgord » ainsi que les chroniques « Les contes de Daniel Lhommond » et « Savoir faire en Périgord ». La grille des programmes intègre également une émission en occitan, « Meitat chen meitat pòrc » autour de Nicolas Peuch ainsi qu'une chronique quotidienne « L'oc express » de Laurent Labadie.